# 오제 국립공원

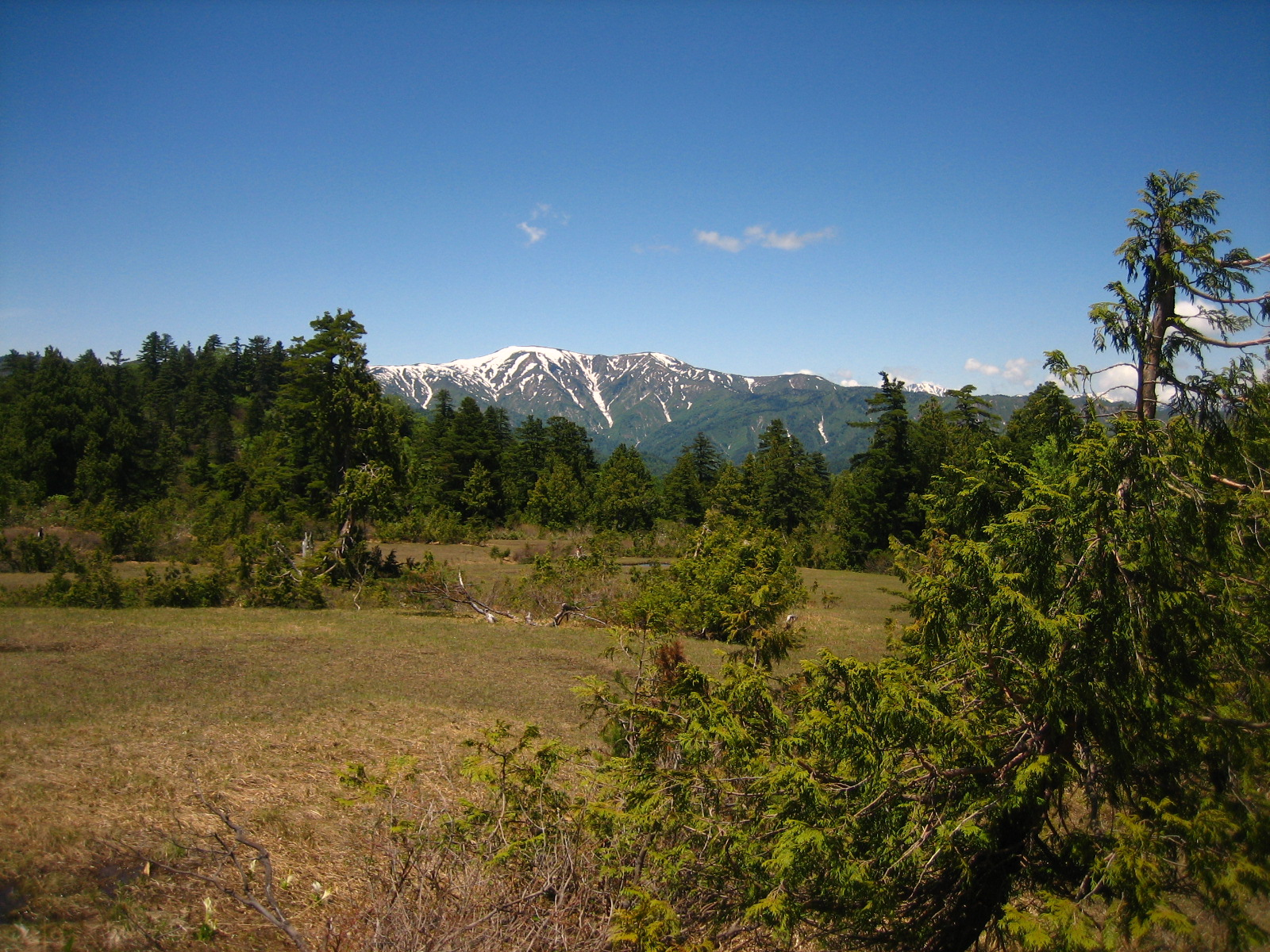
오제 산

오제 국립공원(尾瀬国立公園）은 일본 후쿠시마현, 도치기현, 군마현, 니가타현의 4현에 걸쳐있는 국립공원이다. 2007년 8월 30일에 닛코 국립공원으로부터 오세 지역 25,203ha(현 오세 국립공원의 67.75%에 해당한다)를 분할해 아이즈코마가 산(会津駒ヶ岳), 다시로 산(田代山), 다이샤쿠 산(帝釈山) 등 주변지역을 편입하는 형태로 지정되었다. 구시로 습원 국립공원 이래 20년 만에 신설된 일본 29번째의 국립공원이다. 총면적은 37,200 ha이다.

## 역사
- 1934년 12월 4일 - 닛코 국립공원의 일부로서 오세 지역이 지정되었다.
- 2007년 8월 30일 - 정식으로 국립공원으로서 신설되었다.

## 현별 면적 내역
- 군마현 - 17,657ha(47.47%)
- 후쿠시마현 - 17,240ha(46.34%)
- 니가타현 - 1,156ha(3.11%)
- 도치기현 - 1,147ha(3.08%)

## 관계 시정촌
2시 1정 2촌
- 군마 현 도네군 가타시나촌
- 후쿠시마 현 미나미아이즈군 미나미아이즈정, 히노에마타촌
- 니가타 현 우오누마시
- 도치기 현 닛코시

## 같이 보기
- 일본의 국립공원